# Abhasuara
En el marco de la mitología budista, Abhasuara es el nombre de un cielo, mientras que en la mitología hinduista, los abhasuara o abhasuari (‘[seres] brillantes’) forman un  grupo de 64  dioses menores.

## Nombre
- ābhāsvara, en el sistema AITS (alfabeto internacional para la transliteración del sánscrito).[1]
- आभास्वर, en escritura devanagari del sánscrito.[1]
- Pronunciación: /abasuára/ o /abJasuára/.[1]
- Etimología: ‘lo mejor del brillo’
  - ābhāsa: ‘esplendor, luz’, según el Majabhárata (texto épicorreligioso del siglo III a. C.) y el Raghu-vamsa[1]
  - ābhāsa: ‘color, apariencia’.[1]
  - vara: ‘lo mejor’[1]

## En la mitología hinduista
No se menciona a los abhasuara en el Rig-veda (el texto más antiguo de la India, de mediados del II milenio a. C.). El primero en mencionarlos es el gramático Panini (fl. siglo IV a. C.).
Los abhasuari forman parte de los dioses gana (sirvientes del dios Shiva), junto con Aditiás, Vasús, Visuadevas, Rudras, Ribhus y Maruts, entre otros.

### Doce objetos abhasuara
Según el diccionario sánscrito Vachaspatiam, de Taranatha Tarka Vachaspati, los dwādaśa abhāswarā (‘doce cosas brillantes’) era también el nombre de un grupo particular de 12 objetos:
- atma (alma)
- gñatá (sabiduría)
- dama (represión)
- danta (paciencia)
- shanti (paz)
- gñana (conocimiento)
- shamas (tranquilidad)
- tapas (autotortura)
- kama (placer sexual)
- krodha (ira)
- mada (locura)
- moja (confusión)